# 東映太秦映画村
東映太秦映画村（とうえいうずまさえいがむら）は、京都市右京区太秦東蜂岡町にある映画のテーマパーク。日本のテーマパークの先駆けともいわれる。
東映京都撮影所の一部を分離し、巨大映画アミューズメント施設として一般公開した。

## 概要

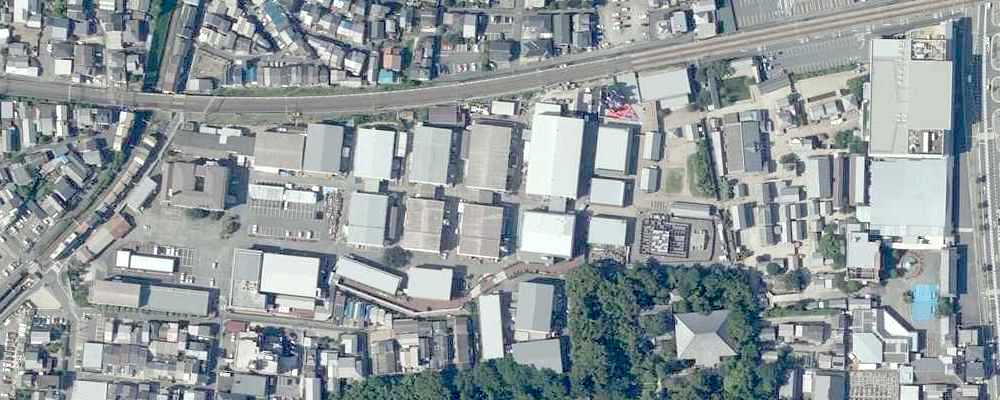
映画村と京都撮影所の航空写真（2020年）

京都撮影所のオープンセットの維持を画してその一部を新設子会社の「株式会社東映京都スタジオ」に移管し、敷地2万9000平方メートルに東映太秦映画村として1975年（昭和50年）11月1日に開村・公開した。
時代劇の殺陣ショーや俳優のトークショー・撮影会・握手会などのほか、スーパー戦隊シリーズ、仮面ライダーシリーズ、プリキュアシリーズといったキャラクターショー、殺陣講座などの体験企画なども行なわれている。
舞妓、姫、殿様、武士、町人、町娘など、時代劇の登場人物への変身体験ができる変身スタジオもある（予約制）。また、駕籠屋体験として実際の駕籠を運行している（有料）。

## 歴史

### 開村経緯
東映京都撮影所（以下、京都撮影所）は、昔から見学希望の団体客を一定数受け入れていた。1965年に同じ太秦にあった松竹京都撮影所が閉鎖するなど、1960年代に入り日本映画界を取り巻く状況が厳しくなり、東映も京都撮影所を売却して撮影所をまるごと滋賀県大津市に移す計画が決定寸前まで行っていたが、大川博の逝去で1971年8月に東映社長に就任した岡田茂がこの計画を白紙に戻した。東映は大手映画会社で唯一の黒字を続けていたものの、岡田が社長に就任した途端、藤純子が結婚引退を表明し、その頃からヤクザ映画の客足が落ち、東映の経営も厳しい状況に追い込まれていた。膨らむ遊休人材は勿論、製作本数の激減で、広大な撮影所のスタジオやオープンセットは遊休施設と化した。岡田が打ち出したのは経営多角化と長年携わっていた人員整理であったが、抜本的な改革として岡田の頭にあったのは、非効率な京都と東京（東映東京撮影所、以下、東京撮影所）に2つも撮影所はいらない、どちらかの撮影所を潰すという考えだった。メインは東映京都のため、東京の方が潰されるのではないかと、東映東京の活動屋は大きな危機感を抱いたが、流行の発信地は東京に集まっており、潰されるとしたら京都の方と考える者もいた。映画村は岡田が長年取り組んだ合理化の大きな布石だった。
岡田は社長に就任して間もなく、太秦にも近い嵐山に土地を物色して映画村を作ろうとしたが、風致地区のため建物制限により断念。岡田はボウリング事業からの撤退を早くから表明していたため、京都撮影所内のボウリング場・東映京都ボウリングセンターの転用を議論に上げた。スーパーなどが候補に挙がったが、これも岡田がOKを出さなかった。映画のテーマパークとして具体的な建設計画がスタートしたのは、1972年頃、会議の雑談の中で岡田が「台湾の撮影所が現場を有料で一般公開し大成功している、京都でもその辺の事を真剣に考えたらどうだ」という発言が始まり。高岩淡は「撮影所を一般に開放して、撮影風景を見てもらう」というアイデアを出し、岡田に提案したところ、「そんな裏側を見せるもんやない。それに、観客がぎょうさん来たりしたら、監督も役者もやりにくくてかなわんで」「映画は夢や。撮影所はその夢を作る工場や。材木置き場みたいな汚い所なんや。その裏を見せたらあかん」などと言われたが、しつこく食い下がったら「『そんなに言うなら、一日だけやってみい』と言われ実行すると、観客が押し寄せる大盛況で、これに岡田が納得した結果、東映太秦映画村がオープンした」と著書等で述べている。しかし岡田は著書で「ユニバーサル・スタジオ同様、日本でもこうした施設を作れば受けるはずだと考えた。その前から撮影所を見学したいという要望が多く寄せられていて、見学には案内人も必要だし、その経費もばかにならない。映画村は商売になると踏んだ。この案を高岩に話したら高岩は乗り気だった」と映画村構想は自身の発案だったと述べ、経済誌のインタビューでは「映画村という発想は、私自身が考えたものです。私自身、京都撮影所の所長をやってまして、社長になって真っ先に手掛けたものだったんです。というのも、私のところへ『友達のところで、何月何日にどこやらの会社の旅行会があるんだ。全部で50名だけでも撮影所見せてくれないか、頼むよ』とよく電話がかかってくるんですよ。それなら、撮影所そのものを公のものにしてやろう、そう考えたのが始まりなんです」「具体的にこういうものを作ろうといった青写真みたいなものがあったわけではなく、あるままやっただけです。撮影所のオープンセットを中心にね。しかもこれは原価があまりかからない商売でして、その点では、ディズニーランドのようなものとは違う発想です」「大川社長時代も色々な事業をやったけど、結局本業である映像と関連しないものはダメだった」などと話している。映画村は時勢を的確に捉えたタイムリーな構想といえ、岡田のポリシーが反映された新規事業となった。『週刊映画ニュース』は「商魂たくましい岡田社長による映画村設立は映画史上特筆に値するもの」、『映画時報』は「今まで紹介者などの限られた人だけだったのを、入場料を取って撮影所を見せようとガメツイ商法に切替えた。岡田商法の真髄を見せつけられた思い」と評した。松竹社長当時に映画村を真似て鎌倉シネマワールドを推進した大谷隆三は、「岡田さんは、ハリウッドの映画村的なものからヒントを得られたんじゃないかと思うけど、それを日本化して、時代劇にもっていったことがなかなかいいアイデアでした。岡田さんは京都の撮影所長を長くやってますから、京都の特徴を大変よくご存知だし、京都の撮影所は岡田さんとしては一番懐かしいんじゃないですか。ぼくも同じころ太秦の所長だった。そういう意味では大変敬意を表しているんです」などと述べている。

### 名称
「映画村」というネーミングも岡田の発案によるものである。ちなみに岡田の兄貴分にあたる東急グループの五島昇は「お前いいタイトル付けたなあ」と感心し、東京渋谷に「文化村」発想にあたり同じような名前を付けた。

### 開村準備
京都撮影所再開発プランが東映本社・登石雋一取締役企画製作部長・経営企画室長、工藤寛治課長、京都撮影所事業部・黒木正美部長を中心に進められた。当時の京都撮影所の従業員のうち、助監督など52人が立ち上げ時に撮影所から移り、1992年までに合計200人が映画村に移った。立ち上げメンバーは、映画製作の現場を離れることを意味するため、各所から引っ張ってくるのが大変で、毎晩のように交渉した。「本当に成功するのか?」という疑念を皆が持ち、観光協会やホテルに挨拶に行っても、全然会ってもらえず、ようやく会えても「活動屋が何始めるのや」「こんな商売は三年がいいとこ違うか」などと馬鹿にされた。それでも映画村に携わる人たちの合言葉は「映画の灯を消すな!」であった。テストケースとして1975年4月20日に撮影所の一日開放を行ったところ、1日2万人の見学者が来所して予想の5千人を遥かに上回ったことから、開所に向け本格的に事業が推進され、1975年6月、岡田が正式にGOサインを出した。1975年8月8日の映画村推進委員会の発足などを経て、1975年10月1日に映画村を経営する東映京都スタジオが、岡田茂会長、高岩淡社長、小高正巴専務の布陣で発足し、映画村村長にはそのまま京都撮影所長・高岩淡が、副村長には小高正巴同撮影所次長が就いた。

### 開村後
春日太一の著書『あかんやつら』には元手なしと書かれているが、既存施設を改造等をしたという意味と見られる。開村当時の文献には工費4億5,000万円、工費7億円、総工費13億円と書かれている。スタート時の入場料は平日大人500円、中高生400円、4歳以上は300円、休日は各100円アップ、団体は一割引き。当時の京都の寺社の拝観料と大体同じ金額。岡田が隣接する広隆寺の年間参拝客から集客の試算と入場料を決めた。このためお寺商法を導入した岡田商法と揶揄された。海外ではユニバーサル・シティ・スタジオが既にスタジオ・ツアーをやっていたが、ペイする段階ではなく、映画撮影の裏側を見せるという発想が魅力のあるものなのか、と映画関係者の中には疑問視する者もいた。また映画村の中にホテルを建設する案は、ホテル業界の反撥を招くと中止された。このため映画業界では、岡田の経営多角化と省力化が主な目的だろうと見ていた。岡田は「年間100万人、1日2000人、年間10億円も揚げられればいい」と予想していたが、日本では前例のない試みに映画関係者のみならず、マスメディアからも大きな注目を浴びた。興味を示したNHKが『スタジオ102』でドキュメント番組を放送したのを皮切りに、『NHK7時のニュース』など3回に渡って全国放送したことから、予想以上に宣伝が浸透。さらに朝日新聞、毎日新聞、日本経済新聞から、各スポーツ新聞、テレビ、ラジオ局からも取材が殺到し、動員に拍車をかけた。
1975年10月31日に開村式が映画村内の大食堂で行われ、高橋信三毎日放送（MBS）社長ら、関西の有力者を招き、関係者約1000人が出席。岡田東映社長、高岩映画村村長二人によるテープカットの後、来賓挨拶に立った城戸四郎映連会長が「文化都市京都の市長が、開村式に姿を見せんとはけしからん！」とぶって盛んな拍手を受けた。続くオープニングイベントは、片岡千恵蔵御大の一日名誉村長就任式、若山富三郎、松方弘樹、中島ゆたか、松平純子の歌謡ショー、餅つきなどが行われた。
開村3日間とも快晴に恵まれ、予想の3倍にあたる7万4000人の客が押し寄せた。スターサイン会、マルチ映画実演、ライブアトラクション「ロボコンと遊ぼう」などで幅広い客層に好評を博した。京都撮影所のスタッフは全員借り出され、活動屋の忙しさとは勝手が違う接客等のサービス業務に、嬉しい悲鳴の異常な動員状況が生まれた。一方、駐車場が足りず京都撮影所全部を開放し、ステージとステージの間にバスや車を隙間なく詰めて対応、トイレが足りず長蛇の列ができる、発券所の窓が人の波に押されて割れる、釣銭が足らなくなり祝日で金融機関が休業日のため窮余の策で淀の京都競馬場へ釣銭交換に奔走といった、ハプニングやトラブルが発生した。三日間の売り上げは6000万円越えとなり、活動屋商売としては初めての驚異的数字となった。オープン以来、見学者が殺到し一ヵ月で入場30万人、怪我人も発生した。一般入場者の興味が撮影現場を見られるという点が圧倒的な人気で、混雑しすぎで撮影スケジュールが狂う事態となった。開村当時は常に7、8本の映画、テレビの撮影が行われ、当時京都撮影所で撮影されていたテレビドラマは、大川橋蔵主演の『銭形平次』、黒沢年男、浜木綿子の『影同心II』、松方弘樹主演『徳川三国志』、杉良太郎主演『遠山の金さん』、高橋英樹主演『十手無用 九丁堀事件帖』、西郷輝彦主演『江戸を斬るII』、『水戸黄門第7部』で、テレビの時代劇はほとんど京都撮影所で撮影されていた。これら戸外の立ち回りシーンは映画村で撮影したが、ファンに取り囲まれての撮影が俳優にとっては負担で、撮影は客の少ない早朝から午前中には終わった。
オープン5ヵ月で約70万人を突破し、元手宣伝費なしで大規模映画テーマパークが出来上がった。当初、フリーと団体客の割合は6対4、団体客は修学旅行や近県の町内会、婦人会などが中心。急遽駐車場や休憩場、トイレ等を増設した。最初の施設は、映画村、映画文化館、映像実験室、パノラマステージだけだったが、その後、ミルクホールや野外劇場、東映城大手門、江戸風芝居小屋、ガラス張りステージ、奉行所の白州、怪獣が飛び出す「新・港町」など、時代に即した様々な施設を継続して充実させ、工夫を凝らしたアトラクションを行った。同時に映画資料の収集・整理・保存活動にも注力した。これらは岡田が長年推進してきた"首切りなき合理化"の受け皿になった。予想外の大成功に「いっそ映画作りをやめて映画村経営一本に絞ったらどうか」などという冗談が出るほどの賑わいを見せた。開村二周年を記念して『柳生一族の陰謀』を東映と共同製作するなど勢い付いた。業界関係者からは「映画館に足を運ぶ客は減ってるのに、映画製作の内幕を見たがる人は減ってはいない。本当にこれでいいのか」との声も上がった。
開村一年で目標の二倍以上の200万人を動員。全国の修学旅行のスケジュールに組み込まれるケースも増え、農協など各種団体に広がりを見せた。客層は地域的に京阪神がやはり多かったが、北は北海道から南は沖縄まで全国的な分布を見せ、すっかり京都の観光名所になった。
古都税騒動があった1985年に入場者が少し減ったが、1981年に年間観客動員254万人を記録するなど、開村から1990年頃までは年間動員230万人前後をキープし、年間売り上げ70～80億円を続けた。1988年3月には京都撮影所13スタジオと背中合わせの多目的広場に、スターショップ・スクエアを開設し、里見浩太朗や松方弘樹、とんねるず、仲村トオル、中森明菜、中山美穂、南野陽子、光GENJIなどのタレントショップを並べたこともある。1日の有料入村者動員記録は、1991年のゴールデンウイーク中の5月4日(土)に記録した4万2994人。その後、全国各地で博覧会が開かれたり、近畿圏にレジャーランド、テーマパークが続々オープンし、漸減傾向が出始めた。
映画村の大成功により、大分県別府市、ソ連モスクワ、台湾から同様の映画村誘致の打診が岡田にあったが、作られたかどうかは不明。
松竹も東映を真似て、1995年に大船撮影所に「鎌倉シネマワールド」を作ったが失敗し撤退した。東映太秦映像の元取締役である神先頌尚は、今日でも京都に東映の撮影所が存続出来ているのも映画村のおかげと述べている。
竹中労が東映の幹部や監督たちを焚きつけてリメイクを画策していた『浪人街』や、中島貞夫監督が菅原文太主演でリメイクを企図していた『丹下左膳』を1975年暮れに岡田社長がまとめて揉み消して、東映京都の活動屋はガッカリしていた。京都の活動屋にとって本格時代劇の復活は総意で、この腹イセから、映画村の大成功で儲けた金で無声映画を作り、岡田社長にアピールをしようと計画した。こうした熱意が実り、『柳生一族の陰謀』で本格時代劇の復活がなった。

### 現在
東映系列が運営していることから、東映の製作作品の撮影で使われたり、系列会社の東映アニメーションが製作した作品（『おジャ魔女どれみ♯』第39話など）に京都の観光名所として登場することもある。また、映画村を舞台にしたオリジナルの特撮の撮影も行われており、いくつかは市場で販売されているほか、東映製作・配給以外の映画、テレビ、PV等のオープンセット（ロケ地）としても使われる。

### 開業50周年へのリニューアル工事
2025年に開業50周年を迎えるに当たり、2024年春より段階的にリニューアル工事に着手することを2023年11月に発表した。2028年完成予定で、総事業費は120億円を予定。全面刷新は開業以来初で、従来の家族連れに加え、訪日外国人観光客によるインバウンド需要を見込み、日本の伝統文化を体験できるようにする狙いがある。主な内容として新たなオープンセットの建設、温浴施設の開業、新アトラクションの導入、京都の食を楽しめるフードエリアの開設、芝居小屋や町中のショーの刷新がある。リニューアル内容は以下の通りとなる。
また、同リニューアルは動画配信の隆盛などに即応する形で東映とテレビ朝日がパートナーシップを構築することで合意、集客増・収益増を目指し、両社のリアルエンタテインメント事業の成功を狙う目的として本施設と東京ドリームパーク（2026年完成予定）の相互営業協力を担う。
- 第1期工事（2026年春完成予定[75]）
  - 新入場ゲートがオープン
  - 江戸時代の京都の町並みが一部オープン
  - 江戸時代の町並みの中に飲食/物販の実店舗が並ぶ中央通りがオープン
  - 新アトラクションがオープン
- 第2期工事
  - 芝居小屋オープン（忍者ショーなど実施）
  - 江戸時代の京都の町並み完成
- 第3期工事
  - 温浴施設オープン

## 沿革
- 1974年（昭和49年）5月 - 「京都撮影所再開発プラン」の検討開始[1]
- 1975年（昭和50年）4月 - 「一日映画村」を試行実施し、撮影所を一般公開[1]
- 1975年（昭和50年）9月 - 株式会社東映京都スタジオ設立。
- 1975年（昭和50年）11月 - 東映太秦映画村オープン[1]
- 1977年（昭和52年） - 中村座、大手門、ガラス張りステージ、武家屋敷等の施設オープン。
- 1983年（昭和58年） - 山路ふみ子文化財団特別賞を受賞。
- 1997年（平成9年）3月 - 大型屋内エンタテインメント施設「パディオス」オープン。
- 2011年（平成23年）9月 - 大リニューアルの実施（からくり忍者屋敷、東映アニメミュージアム、浮世絵美術館オープン、新ゲート「撮影所口」の新設（JR太秦駅からのアクセスを改善）[76]。
- 2020年（令和2年）4月 - 新型コロナウィルスの影響で1ヶ月ほど閉鎖される。5月15日に一部再開。5月17日から「撮影所口」が閉鎖される。
- 2020年（令和2年）7月 - 映画図書室がオープン[77]。
- 2023年（令和5年）3月18日 - 撮影所口からの入場を再開[78]。

## 京都撮影所との関係
隣接する東映京都撮影所は東映本体の部署であり、子会社の映画村とは業務を連携しているものの、東映内部では別組織として取り扱われている。
2017年10月の組織変更に伴い、京都撮影所に「俳優部」が新設され、これまで映画村サイドで行っていた、いわゆる「東映京都所属の俳優」のキャスティング・マネージメントが京都撮影所に移管された。養成部門も2018年4月に京都撮影所側に移管された。
過去に、ミス映画村なるミスコンテストがあり、グランプリをはじめとした上位入賞者には東映京都俳優部との専属契約と映画出演デビューの権利が約束されていた。
主な受賞者
- 斉藤絵里
- 加納みゆき
- 高橋靖子

## 主な施設
出典：
- パディオス（複合施設）
  - 東映アニメギャラリー
  - 立体迷路　忍者の砦（有料施設）
  - さかなクンのデジタル深海水族館（有料施設）
  - 天空クライミング　忍登-SHINOBORI-（有料施設）
  - 多目的ホール
- 太秦トリックアートの館（有料施設）
- 中村座（イベント施設）
- 史上最恐のお化け屋敷（有料施設）
- からくり忍者屋敷（有料施設）
- 忍者修行道場　刀でGO!!（有料施設）
- おもしろ迷路館（有料施設）
- レーザーミッション 脱出の城（有料施設）
- 飲食施設

### 施設写真

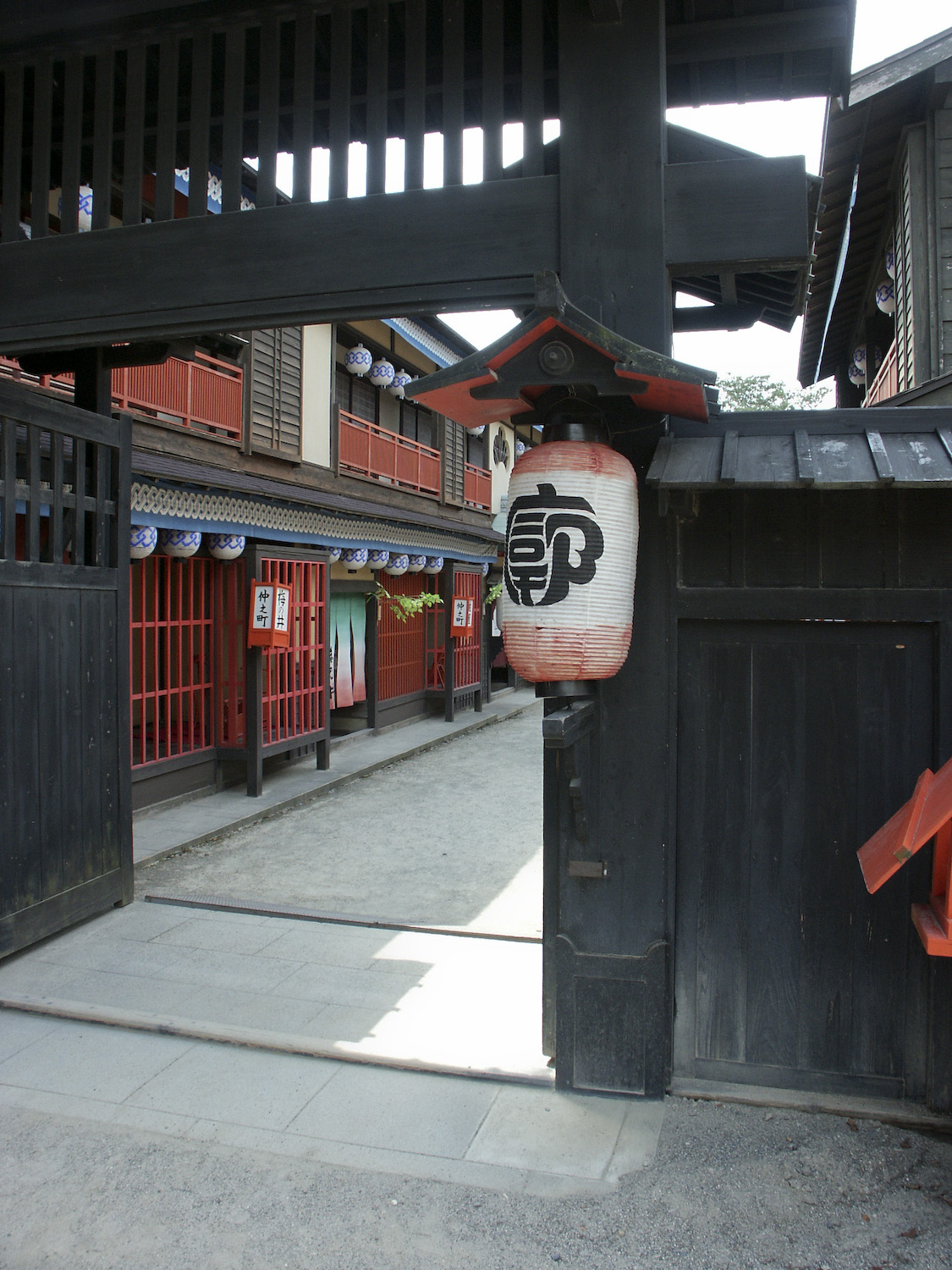
吉原通り
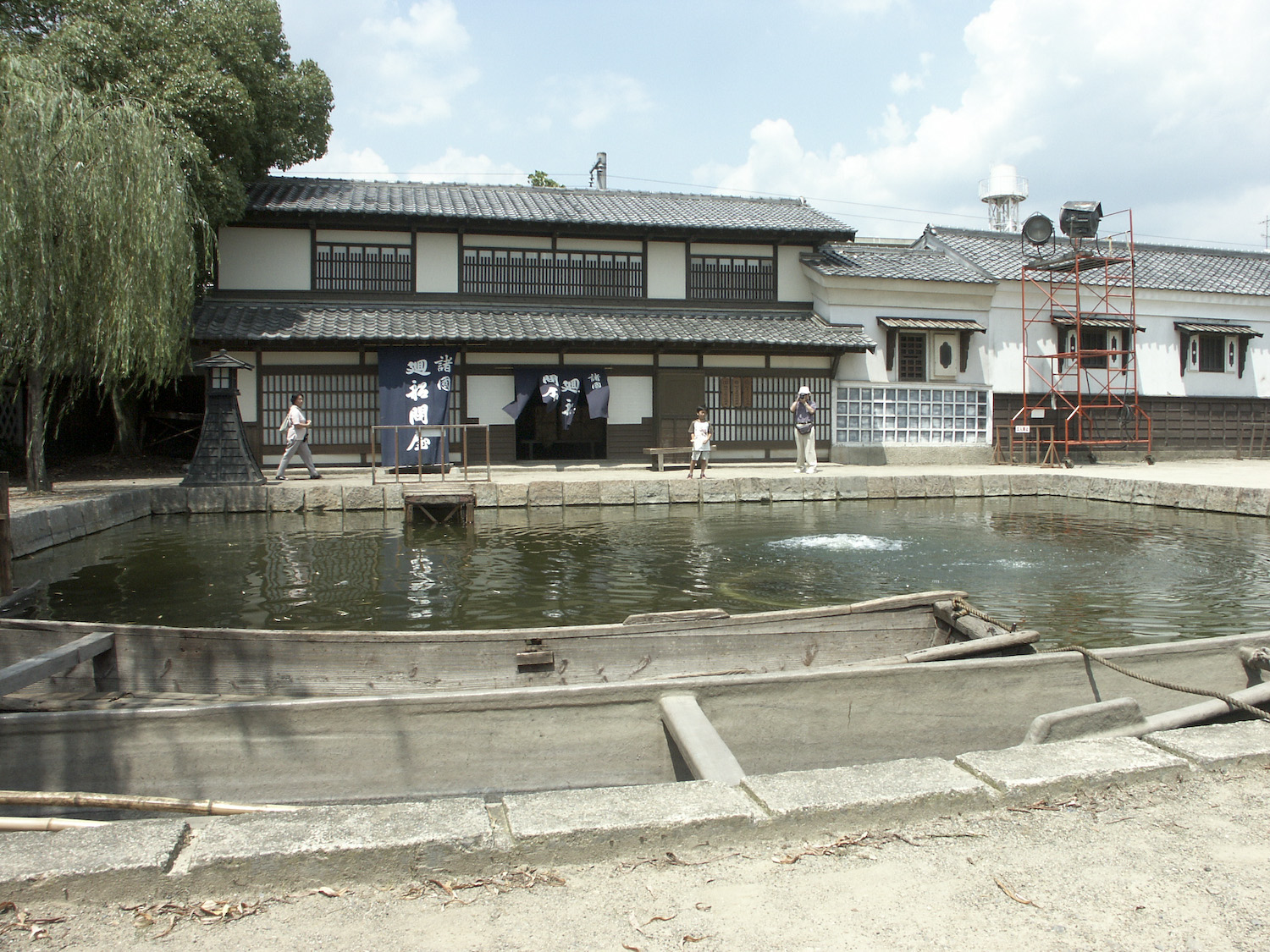
港町 千鳥
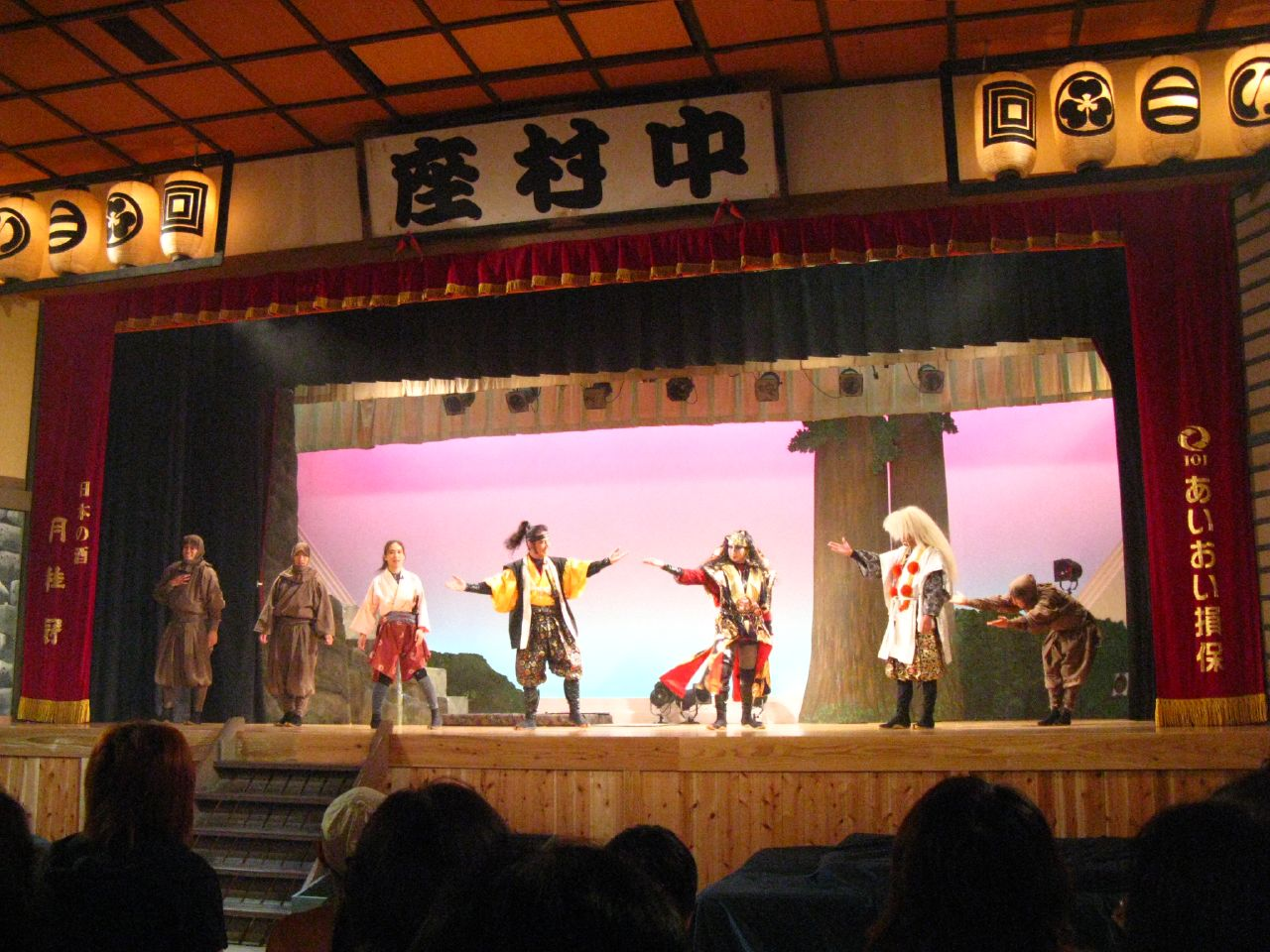
中村座
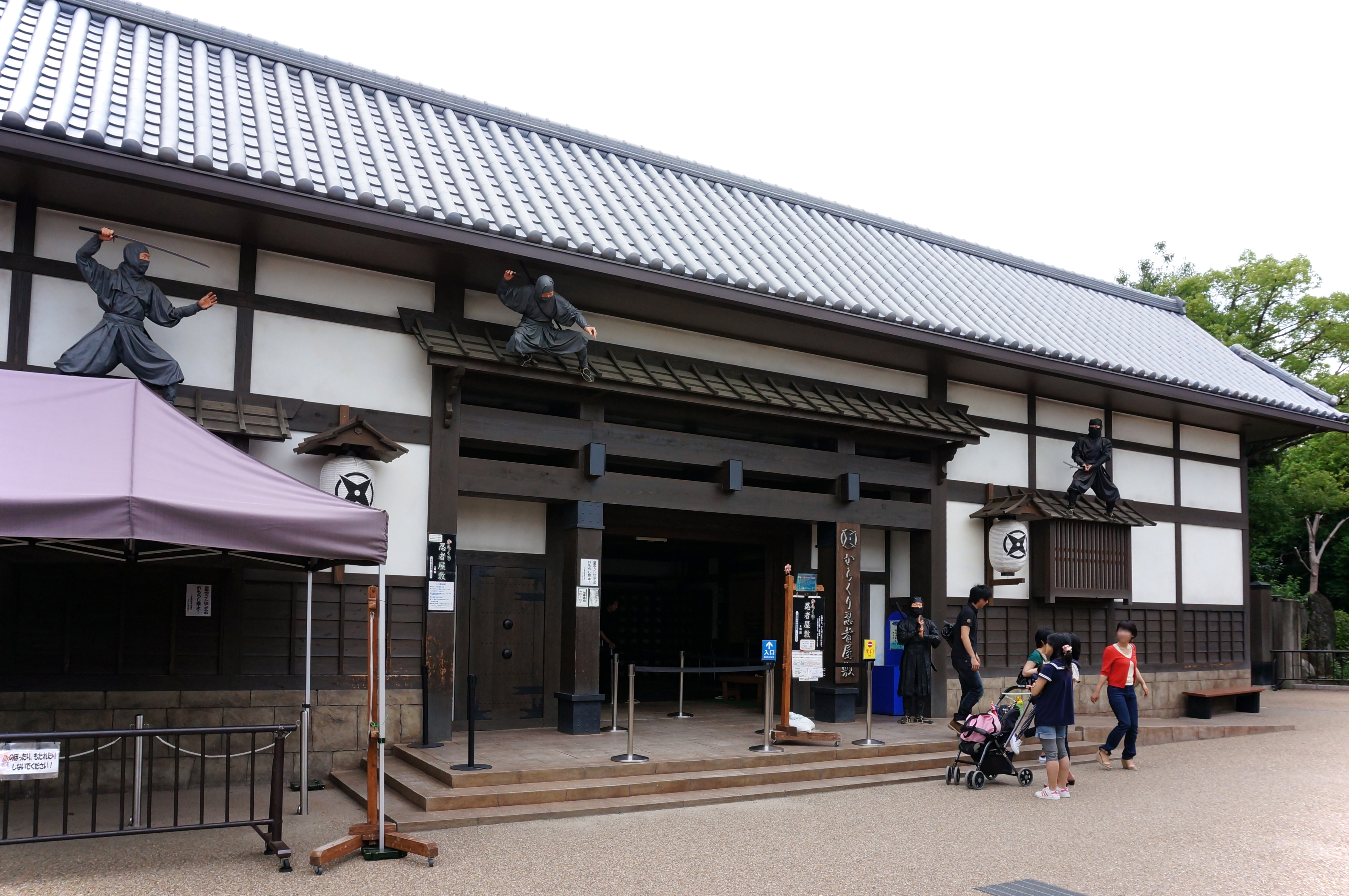
からくり忍者屋敷
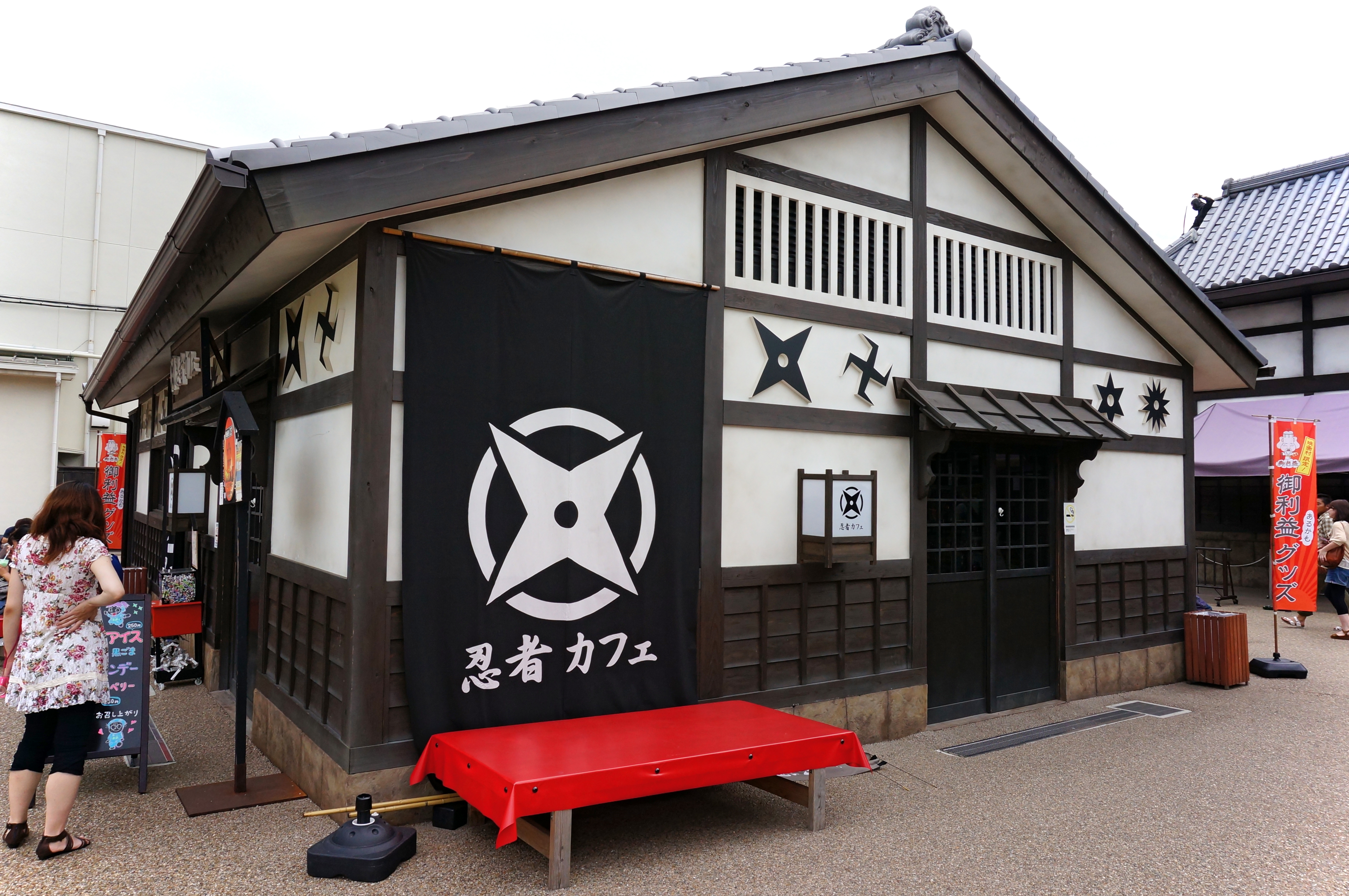
忍者カフェ
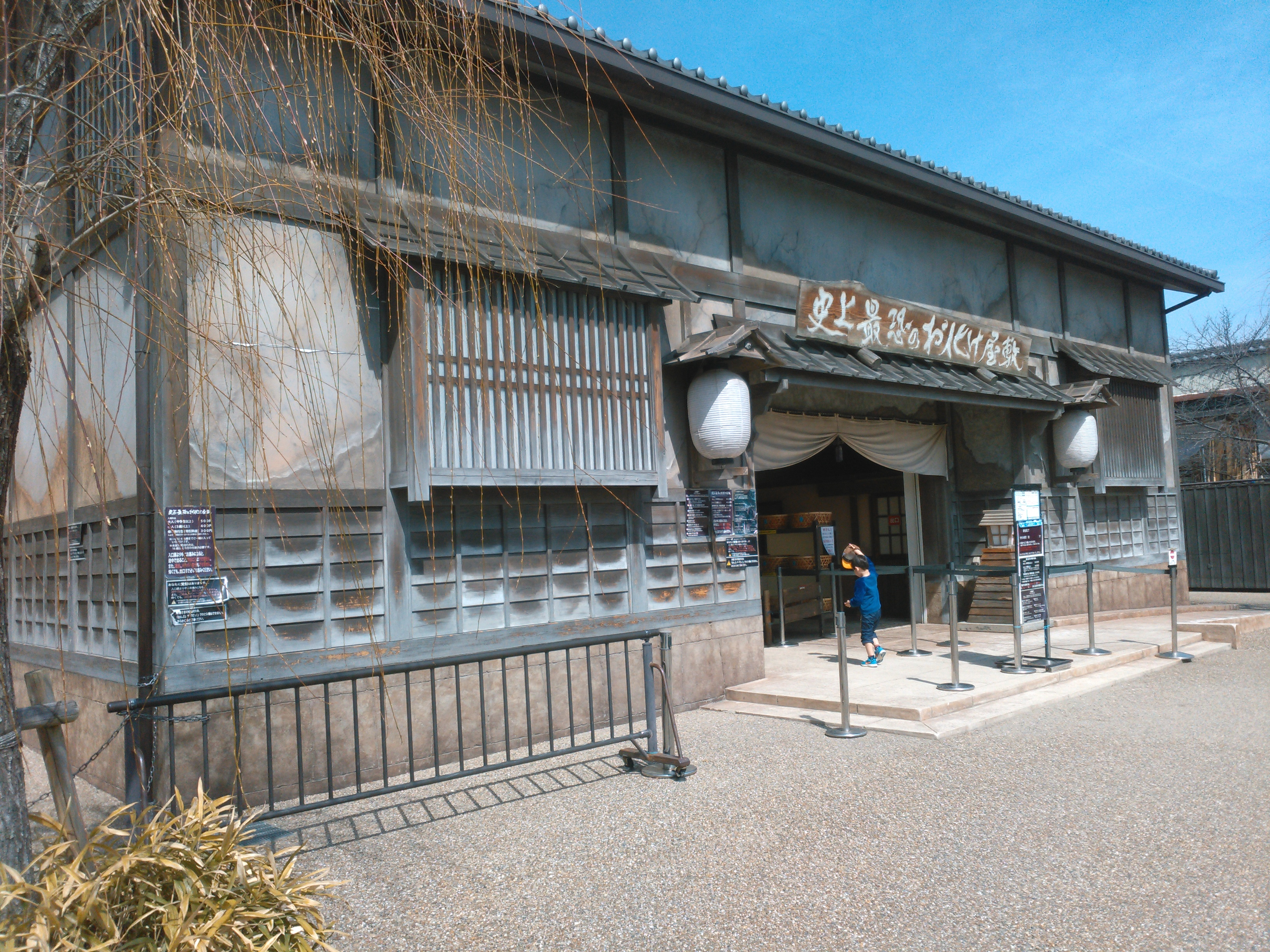
史上最恐のお化け屋敷

### 閉館した施設
- 京都太秦美空ひばり座[82] - 映画村中央広場にある洋館風の建物の1階にあったが2024年4月7日をもって閉館[83]。老朽化のため建物は取り壊しとなり、入口にあった美空ひばりのブロンズ像は同年10月17日に福島県いわき市の塩屋埼灯台近くにある「雲雀乃苑」へ移設された[84]。
- 映画文化館 - 京都太秦美空ひばり座と同じ建物の2階にあった施設で、閉館後、資料は映画図書室にて保管されている[83]。

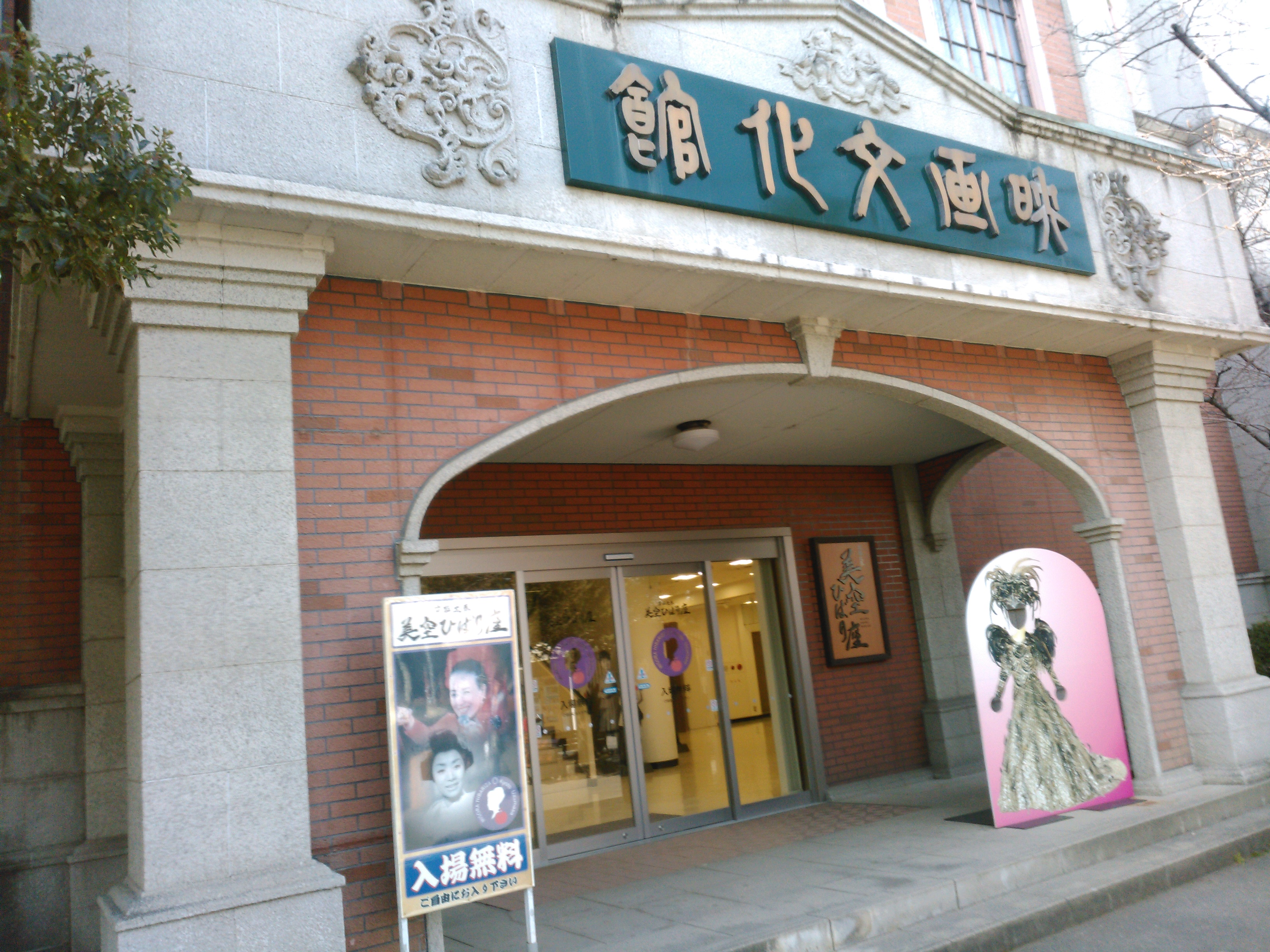
映画文化館入口
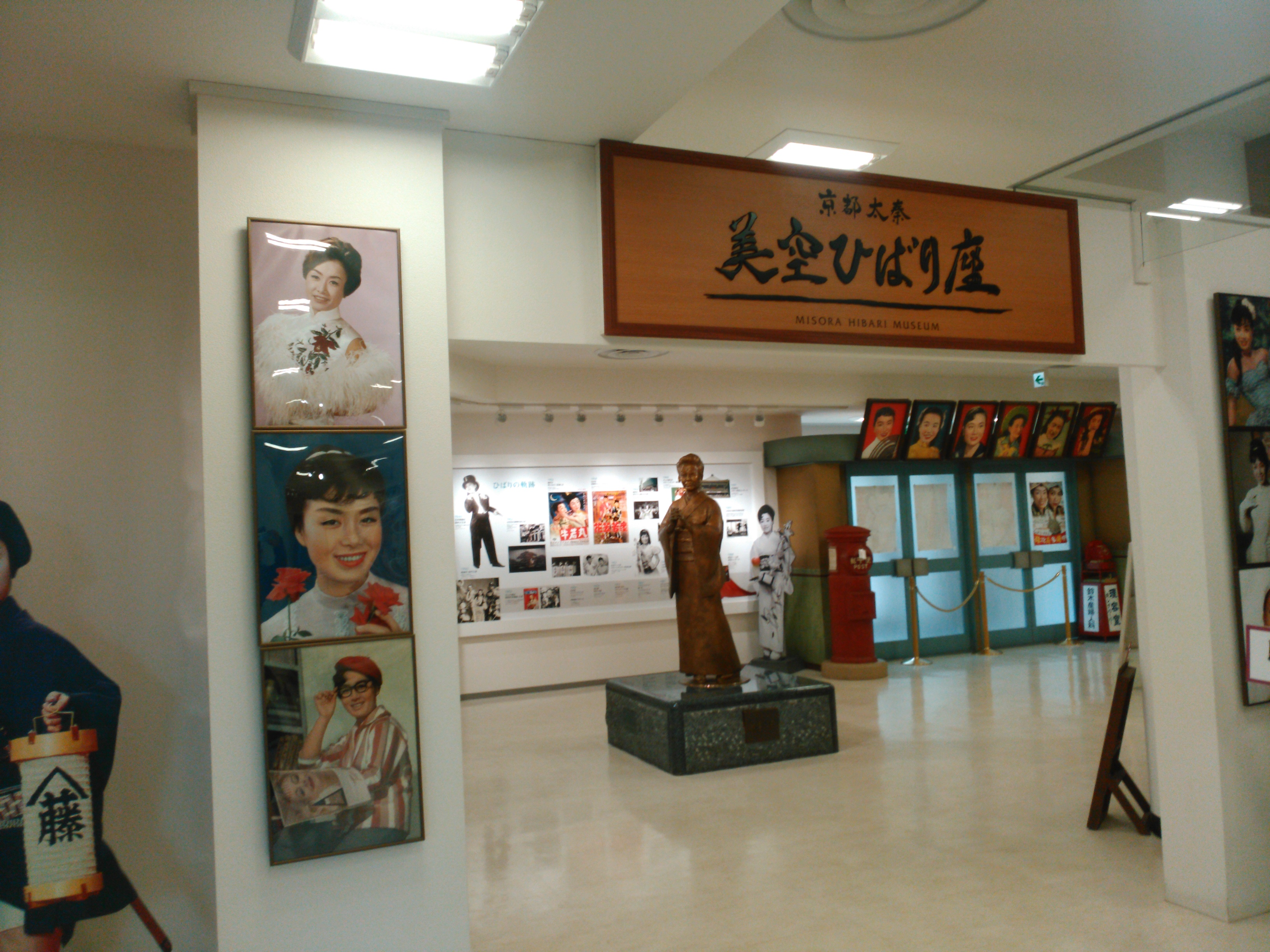
映画文化館内部 美空ひばり座

## アクセス

### バス
正面口
- 京都バス 61系統・62系統・63系統
「太秦映画村前」バス停下車すぐ
- 市バス 75系統・91系統・93系統
「太秦映画村道」バス停下車徒歩5分
- 市バス 11系統
「太秦広隆寺前」バス停下車徒歩7分

撮影所口
- 京都バス 61・62・63・64・65・71・72・73・74・75系統
「太秦開町」バス停下車徒歩2分
- 市バス 11系統
「太秦開町」バス停下車徒歩1分

### 鉄道
正面口
- 京福電車嵐山線（嵐電）
「太秦広隆寺駅」下車徒歩5分
- 西日本旅客鉄道（JR西日本）山陰本線（嵯峨野線）
  - 「花園駅」下車徒歩13分

撮影所口
- 京福電車北野線（嵐電北野線）
「撮影所前駅」下車徒歩1分
- 西日本旅客鉄道（JR西日本）山陰本線（嵯峨野線）
  - 「太秦駅」下車徒歩5分

### 車
正面口
- 名神高速道路京都南ICから15km
- 名神高速道路京都東ICから17km

## マスコットキャラクター
かちん太
1980年（昭和55年）に映画村誕生5周年を記念して誕生した、2代目マスコットキャラクター。股旅姿をしたカラスで、名前はカチンコから取られている。園内のシンボルマークや案内板などにデザインされており、かちん太一座によるショーも行われている。2002年（平成14年）よりマスコットとしては「旅に出た」として休業していたが、2007年（平成19年）に帰郷した。今後マスコットとして本格復帰が検討されている。
からす天狗うじゅ
映画村で2007年（平成19年）より開催されているイベント「太秦戦国祭り」の公式キャラクター。かちん太の妹で、鞍馬山で暮らす烏天狗。かちん太の行方がわからなくなったため京の町に下りてきた。かちん太と違い魔法少女風のデザインのいわゆる「萌えキャラ」で、青い髪を左右で束ねたツインテールに、ミニのプリーツスカートとニーソックスを身につけている。イメージソングをMOSAIC.WAVが担当するなど、かちん太とは別の形でキャラクター展開を進めている。相棒の「うりゅ」や幼馴染の「もみじゅ」、将軍「よしあき」など、関連キャラクターは10人以上にのぼる。ただし、映画村の公式キャラクターではない。
かんたろう
映画村の初代マスコットキャラクター。開村から「かちん太」に代わる前の1980年まで使用された。